# Ammodytoides praematura
Ammodytoides praematura és una espècie de peix pertanyent a la família dels ammodítids.

## Descripció
- Pot arribar a fer 6,1 cm de llargària màxima.
- 48 radis tous a l'aleta dorsal i 24 a l'anal.
- Presenta punts negres a les aletes dorsal i anal.
- L'aleta caudal té una franja corba i negrosa que li travessa cada lòbul.[4][5]

## Hàbitat
És un peix marí, bentopelàgic i de clima tropical.

## Distribució geogràfica
Es troba al Pacífic occidental: Txagos.

## Observacions
És inofensiu per als humans.